# Gobemoucheron guyanais
Polioptila guianensis
Espèce
Répartition géographique
Statut de conservation UICN

 LC  : Préoccupation mineure
Le Gobemoucheron guyanais (Polioptila guianensis) est une espèce de passereaux de la famille des Polioptilidae.
Cet oiseau est endémique du plateau des Guyanes.

## Description
Il se distingue des espèces voisines de son genre par un œil entouré de blanc.

## Classification
Le nom valide complet (avec auteur) de ce taxon est Polioptila guianensis Todd, 1920,.
Ce taxon porte en français le nom vernaculaire ou normalisé suivant : Gobemoucheron guyanais,.

### Étymologie
Son épithète spécifique, composée de guian[a] et du suffixe latin -ensis, « qui vit dans, qui habite », lui a été donnée en référence à la Guyane dont le type est originaire. 

### Publication originale
- (en) W. E. Clyde Todd, « Descriptions of apparently new South American birds », Proceedings of the Biological Society of Washington, Washington, Biological Society of Washington (d), vol. 33,‎ 30 décembre 1920, p. 71-75 (ISSN 0006-324X et 1943-6327, OCLC 1536434, lire en ligne).